# Pablo Guede
Pablo Adrián Guede (Buenos Aires, 12 de noviembre de 1974) es un exfutbolista y actual entrenador argentino que se desempeñaba como delantero. Actualmente está sin club.

## Trayectoria

### Como jugador
Comenzó su carrera deportiva en las divisiones inferiores del Deportivo Español, en donde debutó profesionalmente en 1992. Fue cedido a Nueva Chicago para la temporada 1995-96 en donde fue el goleador del equipo marcando 17 tantos, para luego regresar al Deportivo Español en donde se mantuvo por otros seis meses.
En este segundo período ocurrió el conflicto que involucró al propio Guede junto a otros cinco jugadores del Español (Gustavo Campagnuolo, Marcelo Pontiroli, Eduardo Fuentes, Sergio Castillo y Mauro Potenzoni), a quienes les era negada la libertad de acción pese a que sus contratos habían vencido el mes anterior. Esto debido a que el Club estaba en concurso de acreedores, y consideraba a los jugadores parte de su patrimonio. Futbolistas Argentinos Agremiados, apoyando el reclamo de los jugadores, convocó a una huelga de futbolistas que se realizó entre julio y agosto de 1997. La AFA solicitó la intervención del Ministerio de Trabajo, y la CGT apoyó el paro, incluso el presidente de la nación Carlos Menem solicitó la pronta solución al conflicto. Finalmente tras 15 días de huelga se destrabó el conflicto, cuando el 6 de agosto los jugadores recibieron la libertad de acción por parte del juez bonaerense Juan Gabirotto, quien aceptó la propuesta de la AFA que incluía avales económicos hasta que el Deportivo solucionara la situación con sus acreedores.
De inmediato viajó a España, y al día siguiente fichó en la Segunda División de España por el recién ascendido Xerez CD para la temporada 1997/1998, club que esperaba la solución al conflicto para poder ficharlo. Sin embargo, no cumplió con las expectativas y, tras 8 partidos jugados (3 por Copa del Rey) y ningún gol, fue cedido al Málaga Club de Fútbol que militaba en Segunda División B para la temporada 1997-1998, quienes lo ficharían en el mercado de invierno en España. El Xerez acabaría descendiendo. 
Llegó al equipo de Málaga como refuerzo para intentar ascender a Segunda División. Pese a que en sus primeros partidos parecía ser un fichaje equivocado, se convirtió en el héroe del equipo durante la liguilla de ascenso, anotando 8 goles en los 6 partidos de los que se componía dicha liguilla. Tienen especial mención los tres goles conseguidos frente al Terrassa, en un partido en el que el Málaga debía ganar por tres goles de diferencia para conseguir el ascenso. El resultado favorable de 4 a 1 otorgó al equipo una plaza en la Segunda división. Al año siguiente, a pesar de la llegada de Catanha, Rufete, De los Santos y Ruano entre otros, llegó a ser el máximo goleador del equipo, pero una lesión a principios de la temporada le hizo perderse varias jornadas mientras que Catanha se ganó el puesto de titular indiscutible.
El paso del Málaga C.F. por la Segunda División fue fugaz, ya que se consiguió el ascenso a Primera división en esa misma temporada. Luego fue traspasado al Elche, donde pasó dos temporadas en Segunda División, rindiendo a buen nivel. Pasó entonces al Polideportivo Ejido, donde coincidió con el que luego sería entrenador del Málaga CF, Antonio Tapia; tuvo un breve paso por el desaparecido Motril FC; y luego fue al Real Jaén; para acabar en el Melilla, equipo del grupo IV de Segunda división B y donde acabó siendo secretario técnico.
Luego de estar una temporada inactivo, regresa a la actividad para jugar por Atlético Juval en la Primera Provincial de Málaga. Finalmente, es en este club en donde termina su carrera como futbolista.

### Como director técnico

#### Inicios
En la temporada 2012/2013 fue entrenador del CD El Palo, equipo que militaba en el Grupo IX de Tercera División y que representa a un gran barrio de Málaga. A mitad de temporada, partió hacia Argentina por motivos personales y el equipo recayó en manos de Daniel Pérez, quien consiguió terminar la clasificación como primero de grupo y el ascenso a Segunda B.
En 2013 entrena en el Club Atlético Nueva Chicago de la Argentina con el cual en mayo de 2014 logra el título de la Primera B Metropolitana y el ascenso al Nacional B, luego de lo cual a finales del mes de mayo oficializa su salida del club y su paso al fútbol chileno.

#### Palestino (2014-2015)
A mediados de 2014 arriba a Palestino de la Primera División de Chile, en su primer torneo, el Apertura 2014 finalizó en el cuarto lugar mostrando un fútbol vistoso y ofensivo, y por ende tuvieron el derecho a jugar la Liguilla Pre-Libertadores 2014 y llegaron a la final donde se enfrentaron a Santiago Wanderers, en un duelo a 2 partidos, la ida fue el 17 de diciembre y ganaron de local 3-1, la revancha fue cuatro días después en el Estadio Elías Figueroa Brander y los "árabes" golearon 6-1 con anotaciones de Ronnie Fernández, Alejandro Contreras, Marcos Riquelme, Renato Ramos, German Lanaro y doblete de Leonardo Valencia, así Palestino a la Copa Libertadores después de 36 años.
Además de hacer historia en el ámbito internacional, en su segundo semestre el equipo alcanzó la final de la Copa Chile, llevando al equipo a uno final después de 30 años. Tras un partido con muchos infortunios para el cuadro árabe, donde Paulo Díaz se hizo un autogol insólito y unos minutos más tarde, Gabriel Vargas convirtió un gol desde el centro del campo, en 2 jugadas aisladas, se le escaparía el título, donde finalmente caerían por 3-2 ante Universidad de Concepción.
En la Libertadores alcanzó una clasificación histórica para la fase de grupos tras eliminar al Nacional uruguayo luego de caer 2-1 en Montevideo (avanzando por gol de visitante), pero una vez en fase de grupos no pudieron avanzar a octavos de final después de terminar terceros detrás de Boca Juniors y Montevideo Wanderers. Ya regresando al torneo local hizo campañas regulares, finalizando en el antepenúltimo lugar el Clausura 2015 y cuartos el Apertura 2015, ganándose un cupo para jugar una liguilla para la Copa Sudamericana 2016 donde nuevamente llegaron a la final cayendo contra la Universidad Católica.
El 13 de noviembre de 2015, después de largas negociaciones, se confirmó que dejaría Palestino para hacerse cargo de San Lorenzo de Argentina la siguiente temporada.

#### San Lorenzo (2016)
El 23 de noviembre de 2015 firma con San Lorenzo de la Primera División Argentina, club que dirigió desde enero de 2016. En febrero bajo su dirección técnica, San Lorenzo ganó la Supercopa Argentina 2015. Goleando por 4 goles a 0 al todopoderoso Boca Juniors, con un gran fútbol que se sigue recordando con el pasar de los años en El Ciclón. Los meses siguientes San Lorenzo quedó eliminado en fase de grupos de la Copa Libertadores 2016 y llegó a la final del Campeonato de Primera División, tras quedar primero en su zona y finalizando el campeonato ganando 7 y empatando un partido de los últimos 8, donde en la final  perdió con Lanús.
En junio de 2016, presentó su renuncia por diferencias con la dirigencia del club y también con referentes como Leandro Romagnoli o Juan Ignacio Mercier.

#### Colo-Colo (2016-2018)

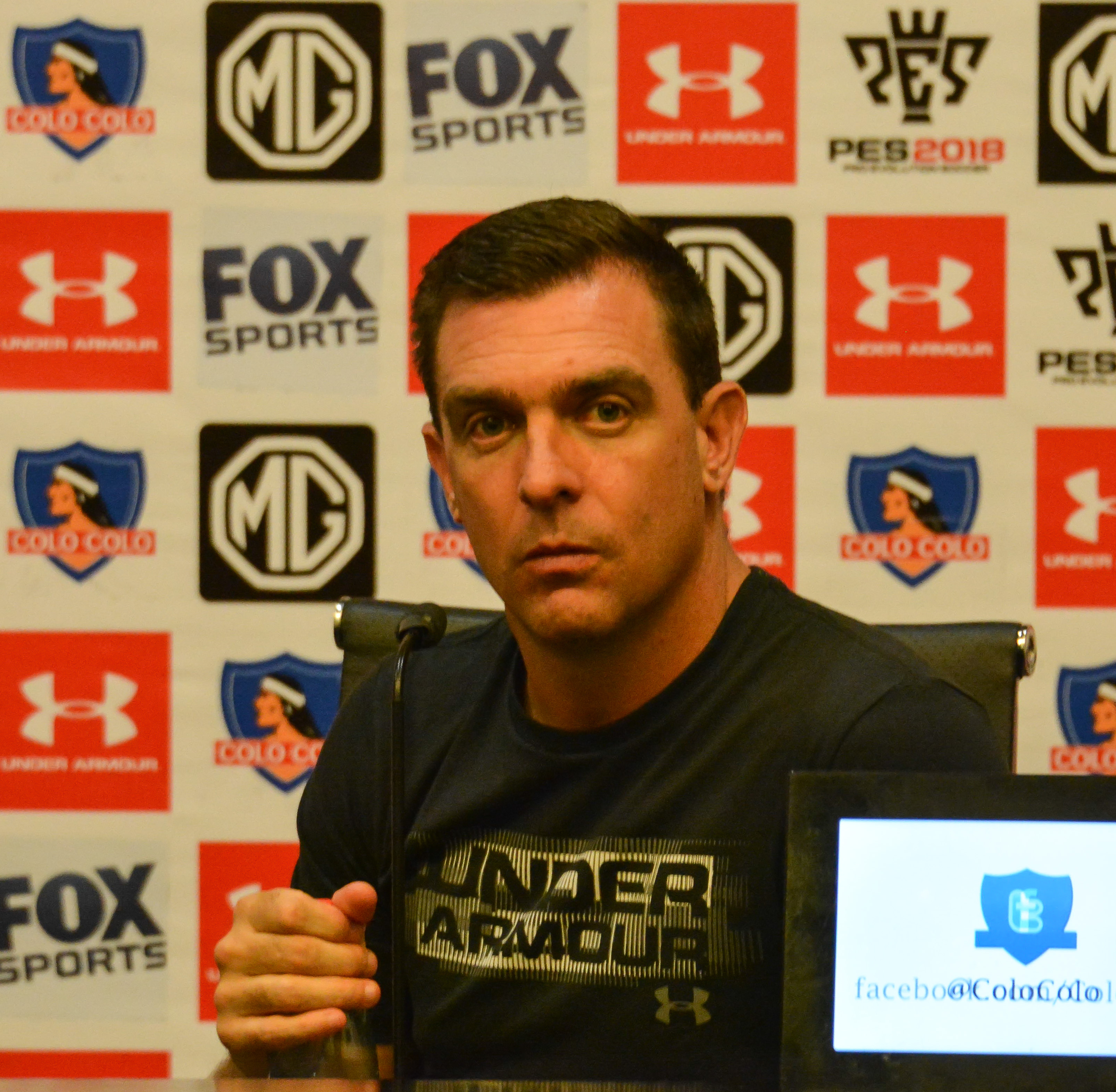
Guede en una conferencia de prensa en su paso por Colo-Colo.

Después de la renuncia de José Luis Sierra en Colo-Colo, Guede fue anunciado el 14 de julio de 2016 como su nuevo entrenador y presentado el 18 de julio.

##### 2016
Los refuerzos albos de cara al Apertura 2016 fueron los defensores Felipe Campos proveniente desde Palestino y Valber Huerta de Huachipato (cedido desde el Granada). Los mediocampistas Michael Ríos desde Deportes Iquique, Ramón Fernández desde O'Higgins y Brayan Véjar proveniente desde Huachipato. Además de los atacantes Marcos Bolados desde Deportes Antofagasta y el uruguayo Octavio Rivero desde el Vancouver Whitecaps. Las principales bajas fueron, la de Jean Beausejour al "archirrival", la Universidad de Chile, a cambio de 2,5 millones de dólares, y la de Juan Delgado al Gimnàstic de Tarragona.
Su debut en la banca alba fue el 31 de julio de 2016 por la primera fecha del Apertura 2016, derrota por 1-2 ante Unión Española en el Estadio Monumental. Su primera victoria fue en la fecha siguiente, victoria de visita 2-0 sobre Audax Italiano con anotaciones de Octavio Rivero y Esteban Paredes. Después sumarían 5 fechas sin ganar incluidas derrotados de local 0-2 contra Deportes Temuco y Deportes Iquique, igualdades de visita 2-2 contra Huachipato en el sur y Deportes Antofagasta en el norte, y un empate 1-1 contra Santiago Wanderers de local. Por la octava fecha del Apertura 2016 se jugó el superclásico 180 en el Estadio Monumental y los albos vencieron 2-0 a la Universidad de Chile con goles de Martín Rodríguez (figura del partido) y Julio Barroso. Posteriormente, en la fecha 11 en un partido clave por seguir en la lucha por el Torneo de Apertura el "popular" empató 2-2 ante Universidad Católica quedando muy limitadas sus opciones de ser campeón. Y así fue, dos fechas después, se despidieron de la lucha por campeonar tras caer por la cuenta mínima contra O'Higgins en Rancagua.
Su premio de consuelo estaría en la Copa Chile 2016, en semifinales enfrentaron a la Universidad Católica, la ida fue el 23 de noviembre en el Estadio San Carlos de Apoquindo y ganaron por la cuenta mínima con solitario gol de Claudio Baeza, la revancha fue una semana después, el 30 de noviembre y ganaron por 2-0 a la UC con goles de Paredes y Martín Rodríguez, ganando en el global por 3-0 y clasificando así a la final. Ahí se enfrentaron a Everton de Viña del Mar en el Estadio Nacional el día 14 de diciembre, campeonaron por un amplio 4-0, con goles de Esteban Paredes (2), Octavio Rivero y Ramón Fernández, siendo este el primer título de la "Era Guede". Así, Colo-Colo volvió a coronarse campeón de la Copa Chile después de 20 años (última vez en 1996).
En su primer semestre con los albos terminó en la quinta posición del Apertura 2016 con 6 victorias, 5 empates y 4 derrotas yendo de menos a más, además de ganar la ya mencionada Copa Chile 2016.

##### 2017
Para el primer semestre de 2017 solo se podía contratar a 3 jugadores por equipo, así Colo-Colo fichó a Fernando Meza, Mark González y Pedro Morales para afrontar el Clausura 2017 y la Copa Libertadores 2017. Mientras que la baja más importante fue la de Martín Rodríguez al Cruz Azul.
El debut en Conmebol Libertadores 2017 fue el 1 de febrero ante Botafogo por la segunda fase pre clasificatoria a la fase de grupos, cayendo de visita por 1-2. El debut por el Clausura 2017 fue tres días más tarde ante Unión Española, ganando por un contundente 3-0 de visita con gran actuación de Esteban Paredes. Posteriormente, debieron jugar la revancha ante Botafogo en el Monumental que terminó en empate 1-1 y también significó la eliminación alba del máximo torneo continental.
Regresando al Clausura 2017, los "albos" seguirían imparables al lograr 10 puntos en las primeras 4 fechas, por la quinta fecha, vencieron 2-0 a la Universidad Católica con goles de Paredes y Vilches, sumando 13 puntos de 15 posibles, aunque en ese mismo partido a finales del encuentro se lesionaría gravemente Justo Villar, quedando fuera el resto del torneo, su reemplazante sería Paulo Garcés, quien cometería errores que le costarían caro a los albos en la lucha por el título. Por la octava fecha, cayeron 3-2 frente a Deportes Iquique en el norte con 2 errores de Garcés además, perdieron la punta del torneo. En la siguiente fecha, empataron de visita 2-2 frente a su clásico rival: la Universidad de Chile, en un superclásico marcado por los errores de los arqueros de ambos clubes. Por la décima fecha volvieron al triunfo en la goleada de local 3-0 sobre Universidad de Concepción, en la fecha 11, cayeron por la cuenta mínima ante San Luis de Quillota con un nuevo error de Paulo Garcés. Tras esto, Pablo Guede decidió sacar a Garcés y poner a Álvaro Salazar en las últimas 4 fechas.
Por la fecha 13 del Clausura 2017, enfrentaron a Everton de Viña del Mar en el Estadio Sausalito y en una "guerra de goles" lograron ganar 3-2 en el mejor partido del campeonato con salvador gol de Christofer Gonzales al minuto 90+3' así quedaron como exclusivos líderes del torneo a 2 fechas del final, aunque no les sirvió de mucho ya que en la fecha siguiente empataron de local 1-1 ante Deportes Antofagasta y la U goleó 3-0 a O'Higgins de Rancagua, perdiendo la punta a manos de los azules a 1 fecha del final, finalmente en la última fecha vencieron 3-1 a Cobresal en La Serena, pero de nada les sirvió ya que la U venció por la cuenta mínima a San Luis en el Estadio Nacional con solitario gol de Felipe Mora, así terminaron prácticamente farreándose un torneo del cual fueron líderes el 95% de las fechas.

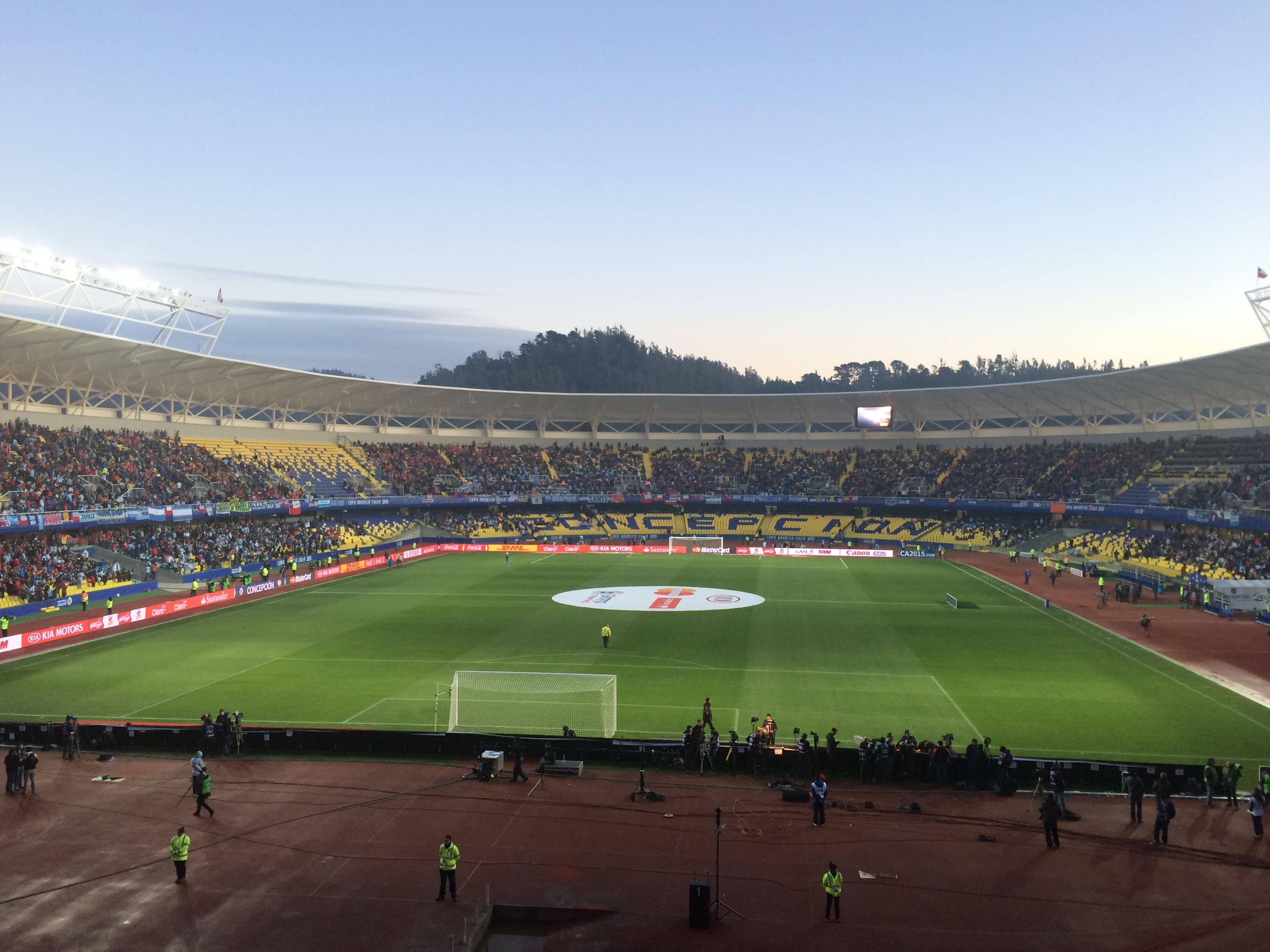
El Estadio Ester Roa Rebolledo, donde los albos lograron bajar la estrella 32.

Con el objetivo de ganar el Torneo de Transición 2017 y así asegurar un cupo en fase de grupos para la Copa Libertadores 2018, el club decidió reforzarse de manera sería empezando con el experimentado arquero argentino Agustín Orión (desde Racing Club), el lateral derecho Óscar Opazo (desde Santiago Wanderers), el mediocampista Nicolás Maturana (desde el Necaxa mexicano), y el regreso a Colo-Colo del destacado volante Jorge Mago Valdivia (desde el Al Wahda). La bajas importantes fueron varias, la salida de los arqueros Justo Villar y Paulo Garcés, el traspaso de Esteban Pavez al Atlético Paranaense, y las salidas de Pedro Morales y Mark González (ambos quedaron libres).
Comenzaron la segunda parte de 2017 jugando la primera fase de la Copa Chile 2017 contra Deportes La Serena en el Estadio La Portada, y con un equipo mixto caerían goleados por 4-1, esto, dejaría a los albos al borde de la eliminación. Un par de semanas después, disputaron la Supercopa de Chile 2017 ante la Universidad Católica en el Estadio Nacional y con un Guede jugándose el puesto. Con gran actuación del tridente conformado por Jorge Valdivia (quien hacía su debut oficial), Jaime Valdés y Esteban Paredes, los albos mostraron su mejor fútbol de los últimos meses y golearon por 4-1 a la Universidad Católica. Por el Torneo de Transición 2017 debutaron con un pálido empate de local 0-0 ante Deportes Antofagasta. Posteriormente jugaron la vuelta contra Deportes La Serena y golearon por un categórico 4-0 en el Monumental avanzando por un global de 5-4.
Luego en las siguientes tres fechas del Transición obtuvo una victoria de visitante sobre O'Higgins de Rancagua, un empate ante Palestino, y una derrota de local 1-2 contra Universidad de Concepción. En la quinta fecha enfrentaron a la "U" en un nuevo superclásico y nuevamente con un Guede supercuestionado, finalmente los albos golearon 4-1 (con hat-trick de Paredes y 1 de Jaime Valdés). Desde la séptima hasta la décima fecha, Colo-Colo sumó cuatro triunfos consecutivos (incluyendo uno ante Católica) y quedaría "pisándole los talones" a los líderes. Sin embargo, el 28 de octubre en un polémico partido jugado en el Estadio Germán Becker de Temuco ante el elenco local (Deportes Temuco), y con un polémico arbitraje de César Deischler quien expulsó a tres jugadores albos (Benjamín Berríos, Matías Zaldivia y Esteban Paredes), además de determinar el cobro de dos penales a favor de Temuco, desató la ira del entrenador que tras la derrota por 1-0 increpó al referee por su cuestionado arbitraje.
Una semana después de la derrota, un Colo-Colo inspirado liderado por Jaime Valdés goleó al líder Unión Española por 5-2 y alcanzaría el liderato a tres fechas del final. Posteriormente Guede recibió una fecha de castigo por conducta inapropiada ante Deischler en el partido ante Temuco, quedando suspendido ante Everton en la fecha 13 (triunfo por 3-2), y volvería en la antepenúltima fecha ante Curicó Unido con otro triunfo sufrido por 3-2.
El 9 de diciembre de 2017 se jugó la última fecha del Torneo de Transición, Colo Colo, Unión Española y Universidad de Chile jugaron en simultáneo por el título de campeón. En el caso de los albos dependían de ellos mismos para proclamarse campeones: ganando aseguraban el título. El último rival sería Huachipato en el Estadio Alcaldesa Ester Roa Rebolledo de Concepción. En un sufrido partido, recién al minuto 70 Colo-Colo lograría abrir el marcador tras un discutido gol de penal de Jaime Valdés. Al minuto 82 el propio Valdés asistió a Rivero quien convertiría el segundo, y al minuto 87 Nicolás Orellana convertiría el definitivo 3-0 para los albos, coronando así a Colo-Colo con su estrella 32. Cabe destacar que Colo-Colo ganó ocho de los nueve encuentros finales para adjudicarse el campeonato nacional.
Durante el segundo semestre de la Temporada 2017 dirigió 20 partidos, ganando en 12 de ellos, empatando 3 y cayendo en 5. Por el Transición 2017 dirigió los 15 encuentros ganando 10, empatando 3 y perdiendo solo 2. Por la Copa Chile 2017 dirigió 4 encuentros ganando tan solo 1 y cayendo en los 3 restantes. Además de ganar la Supercopa de Chile 2017 a final única ante la Universidad Católica.

##### 2018

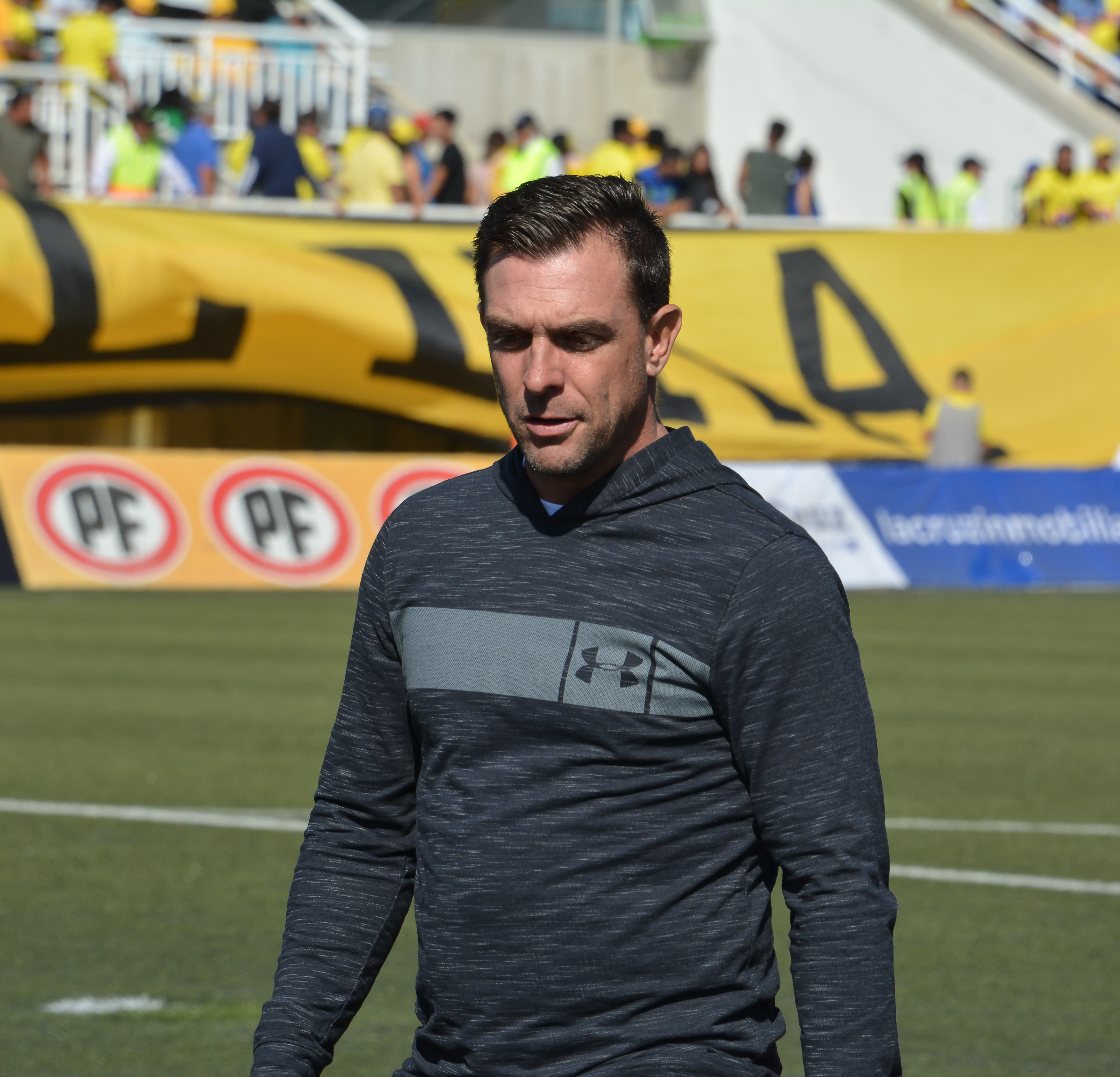
Pablo Guede dirigiendo uno de sus últimos partidos con Colo-Colo en 2018.

El 26 de enero de 2018 empezó la temporada de manera oficial para los albos enfrentando a Santiago Wanderers por la Supercopa de Chile 2018, de la cual se consagraron bicampeones goleando 3-0 con goles de Opazo, Véjar y Valdés, esa misma semana, Aníbal Mosa (presidente de Blanco y Negro en ese entonces), anunció en una rueda de prensa la renovación de Guede hasta finales de 2019.
Empezaron el Torneo Nacional 2018 visitando a Deportes Antofagasta y debutaron con un sufrido triunfo 2-1 en el norte, en la segunda fecha tuvieron que sufrir de lo lindo otra vez para vencer de local 3-2 a Audax Italiano con triplete de Esteban Paredes, en un partido que tuvo de todo. Tras ese partido, los albos poco a poco empezaron a bajar su nivel dejando grandes dudas en su juego, por la tercera jornada perdieron 2-1 de visita frente a Palestino por un error de Agustín Orion en los minutos finales, por la cuarta fecha empatarían en los minutos finales frente a O'Higgins de Rancagua tras ir perdiendo por 0-1 gran parte del partido. Días después debutaron en la Copa Libertadores 2018 frente a Atlético Nacional en el Estadio Monumental por la primera fecha del Grupo B en el cayeron por 1-0 empezando con el pie izquierdo su travesía en la Copa y nuevamente empezando los cuestionamientos para Guede. Por la segunda fecha del Grupo B empataron 1-1 con Bolívar en La Paz, por la séptima jornada del torneo local batieron por 1-0 al puntero Universidad Católica con gol de penal de Jaime Valdés.
El 5 de abril de 2018 enfrentaron al desconocido Delfín de Ecuador (primera participación Internacional), y sufrieron un papelón histórico en su estadio al caer por 0-2 con anotaciones de Fernando Arismendi, y autogol de Carlos Carmona, así las críticas ya eran por parte de todos los medios e hinchas del club quienes pedían su salida tras este papelón histórico. Al día siguiente, el 6 de abril, el adiestrador presentó su renuncia tras la histórica derrota con los ecuatorianos, pero fue convencido por los jugadores de no hacerlo y continuó al mando.
Solo dos días después de este "terremoto", Colo-Colo salió a jugar otra vez a la cancha enfrentando a San Luis en el difícil pasto sintético del Estadio Lucio Fariña, ahí volvieron a caer por la cuenta mínima al minuto 91 con gol de Boris Sagredo, así la críticas acrecentaron a un más con hinchas pidiendo la salida de Guede y con una pancarta que decía: "Guede Colo-Colo te quedó grande". En la fecha 9 visitaron a su archirrival la Universidad de Chile en un nuevo superclásico en el que un aproblemado Colo-Colo llegaban nuevamente con su entrenador pendiendo de un hilo, los azules empezaron abriendo la cuenta con gol de Mauricio Pinilla al minuto 5, luego Esteban Paredes anotó de manera doble para darle vuelta al marcador y finalmente Claudio Baeza en los últimos minutos puso el 3-1 final con el que los albos se llevaron el clásico y así Guede continuó invicto en clásicos al mando de los "albos".
Finalmente, el 19 de abril del mismo año, presenta su renuncia formal al recién llegado presidente de Blanco y Negro, Gabriel Ruiz-Tagle. En sus diecinueve meses como entrenador de Colo-Colo, logró el Torneo de Transición 2017, dos Supercopas (4-1 ante Universidad Católica en 2017, y 3-0 a Santiago Wanderers en 2018) y la Copa Chile 2016.

#### Al Ahli (2018-2019)
El 16 de mayo de 2018 tras casi un mes después de su salida de Colo-Colo, firmó contrato con el Ah-Ahli de Arabia Saudita hasta 2020.
Luego del nombramiento del nuevo encargado de deportes del país, el ex deportista y príncipe Abdulaziz bin Turki Al Saud, el club también es reestructurado y cambia de director deportivo. Ante esta reestructuración es que se decide rescindir de Pablo Guede, y se anuncia el mismo día como nuevo entrenador al uruguayo Jorge Fossati.
El 5 de febrero de 2019 deja finalmente el club saudí tras 25 partidos, ganando los últimos 9 seguidos y un rendimiento del 67%.

#### Monarcas Morelia (2019-2020)
El 21 de agosto de 2019, tras unos meses sin dirigir, fue presentado en el Monarcas Morelia de México, en reemplazó de Javier Torrente. Debutó una semana después, el 27 de agosto en la igualdad 1-1 sobre Atlético de San Luis por la séptima fecha del Apertura 2019. Después de eso ganó 4 partidos consecutivos (3 por el Apertura MX y 1 por la Copa MX), perdió su invicto en la jornada 11 del torneo mexicano cayendo 3-2 de visita contra Club Tijuana. Clasificó a Liguilla, llegando hasta las semifinales, donde pierde la serie contra el América por la posición en la tabla general, ya que se empató 2-2 en el global.
En Morelia dejó una marca muy importante, por impregnarle su sello desde el día 1, pasando del puesto 15 en la clasificación, hasta llegar a las semifinales, dejando en el camino a uno de los favoritos, cómo lo era León.
Además, el equipo tenía una forma muy vistosa de jugar, donde a día de hoy, hinchas del fútbol mexicano y jugadores de aquel equipo, siguen recordando a Pablo Guede, cómo uno de los mejores entrenadores en su paso por el club de Michoacán.
Después de la crisis provocada por el COVID-19 en México, Monarcas Morelia cambio de sede y Pablo no renovó su contrato que finalizaba ese semestre.

#### Club Tijuana
En la temporada 2020-21, dirige a los Xolos de Tijuana en el Apertura 2020. En abril de 2021, dejó su cargo a falta de tres fechas para concluir el torneo Guard1anes 2021. Donde dirigió la final de Copa Mx 2020 ante uno de los mejores equipos de México, Rayados de Monterrey, perdiendo 2-1 en el global, con un final infartante, que lo dejó a un paso del título.

#### Club Necaxa
En diciembre de 2021, firma como entrenador del Necaxa para sustituir a Guillermo Vázquez. En el Torneo Apertura 2021 (México) el estratega sudamericano dirigió 11 encuentros, en donde sumó cuatro victorias, dos empates y cinco derrotas.
El 8 de febrero de 2022, es destituido como entrenador de los Rayos de Necaxa en la jornada 4 del Torneo Clausura 2022 (México), debido a los malos resultados en el inicio del campeonato.

#### Málaga Club de Fútbol
El 2 de abril de 2022, firma por el Málaga de LaLiga SmartBank, firmando un contrato hasta 2023, sustituyendo a Natxo González.
Llegando a un Málaga en caída libre en la lucha por el descenso a 8 partidos del final, logró la permanencia en segunda división, donde algunos medios lo calificaron del tercer milagro de Guede (los 2 anteriores cómo jugador e ídolo del club)
El 20 de septiembre de 2022, pone su cargo a disposición del Club y llega a un acuerdo amistoso para finalizar su relación contractual con el Málaga.

#### Argentinos Juniors
El 8 de septiembre de 2023, fue oficializado como entrenador de Argentinos Juniors. Luego de casi un año en el cargo, rescindió su vínculo con el club en agosto de 2024 después de una serie de malos resultados.

#### Club Puebla
El 1 de diciembre de 2024, asumió al frente del Puebla. El 15 de agosto de 2025, se anunció su salida de "mutuo acuerdo" después de un mal comienzo en el Clausura 2025.

## Estadísticas

### Como futbolista
| Club                         | Div.          | Temporada     | Liga  | Liga  | Copas nacionales | Copas nacionales | Torneos internacionales | Torneos internacionales | Total | Total | Media goleadora |
| Club                         | Div.          | Temporada     | Part. | Goles | Part.            | Goles            | Part.                   | Goles                   | Part. | Goles | Media goleadora |
| ---------------------------- | ------------- | ------------- | ----- | ----- | ---------------- | ---------------- | ----------------------- | ----------------------- | ----- | ----- | --------------- |
| Nueva Chicago Argentina      |               |               |       |       |                  |                  |                         |                         |       |       |                 |
| 2.ª                          | 1995-96       | 35            | 15    | —     | —                | —                | —                       | 35                      | 15    | 0.43  |                 |
| Total club                   | Total club    | 35            | 15    | 0     | 0                | 0                | 0                       | 35                      | 15    | 0.43  |                 |
| Deportivo Español Argentina  |               |               |       |       |                  |                  |                         |                         |       |       |                 |
| 1.ª                          | 1996-97       | 32            | 2     | —     | —                | —                | —                       | 32                      | 2     | 0.06  |                 |
| Total club                   | Total club    | 32            | 2     | 0     | 0                | 0                | 0                       | 32                      | 2     | 0.06  |                 |
| Xerez · España               |               |               |       |       |                  |                  |                         |                         |       |       |                 |
| 2.ª                          | 1997          | 5             | 0     | 3     | 0                | —                | —                       | 8                       | 0     | 0     |                 |
| Total club                   | Total club    | 5             | 0     | 3     | 0                | 0                | 0                       | 8                       | 0     | 0     |                 |
| Málaga · España              |               |               |       |       |                  |                  |                         |                         |       |       |                 |
| 3.ª                          | 1998          | 18            | 9     | —     | —                | —                | —                       | 18                      | 9     | 0.5   |                 |
| 2.ª                          | 1998-99       | 27            | 4     | 3     | 0                | —                | —                       | 30                      | 4     | 0.13  |                 |
| Total club                   | Total club    | 45            | 13    | 3     | 0                | 0                | 0                       | 48                      | 13    | 0.27  |                 |
| Elche · España               |               |               |       |       |                  |                  |                         |                         |       |       |                 |
| 2.ª                          | 1999-00       | 15            | 1     | 1     | 0                | —                | —                       | 16                      | 1     | 0.06  |                 |
| 2.ª                          | 2000          | 2             | 0     | —     | —                | —                | —                       | 2                       | 0     | 0     |                 |
| Total club                   | Total club    | 17            | 1     | 1     | 0                | 0                | 0                       | 18                      | 1     | 0.06  |                 |
| Polideportivo Ejido · España |               |               |       |       |                  |                  |                         |                         |       |       |                 |
| 3.ª                          | 2001          | 20            | 6     | —     | —                | —                | —                       | 20                      | 6     | 0.3   |                 |
| 2.ª                          | 2001          | 16            | 0     | 1     | 0                | —                | —                       | 17                      | 0     | 0     |                 |
| Total club                   | Total club    | 36            | 6     | 1     | 0                | 0                | 0                       | 37                      | 6     | 0.16  |                 |
| Motril · España              |               |               |       |       |                  |                  |                         |                         |       |       |                 |
| 3.ª                          | 2002          | 16            | 1     | —     | —                | —                | —                       | 16                      | 1     | 0.06  |                 |
| Total club                   | Total club    | 16            | 1     | 0     | 0                | 0                | 0                       | 16                      | 1     | 0.06  |                 |
| Real Jaén · España           |               |               |       |       |                  |                  |                         |                         |       |       |                 |
| 3.ª                          | 2002-03       | 29            | 10    | 1     | 0                | —                | —                       | 30                      | 10    | 0.33  |                 |
| Total club                   | Total club    | 29            | 1     | 1     | 0                | 0                | 0                       | 30                      | 10    | 0.33  |                 |
| UD Melilla · España          |               |               |       |       |                  |                  |                         |                         |       |       |                 |
| 3.ª                          | 2003-04       | 33            | 7     | —     | —                | —                | —                       | 33                      | 7     | 0.19  |                 |
| 3.ª                          | 2004-05       | 34            | 17    | 2     | 1                | —                | —                       | 36                      | 18    | 0.5   |                 |
| 3.ª                          | 2005-06       | 32            | 2     | —     | —                | —                | —                       | 32                      | 2     | 0.06  |                 |
| Total club                   | Total club    | 99            | 26    | 2     | 1                | 0                | 0                       | 101                     | 27    | 0.27  |                 |
| Total carrera                | Total carrera | Total carrera | 315   | 74    | 11               | 1                | 0                       | 0                       | 326   | 75    | 0.23            |
| 1.                           |               |               |       |       |                  |                  |                         |                         |       |       |                 |

### Como entrenador
| Equipo                       | Div.                | Temporada           | Liga | Liga | Liga | Liga | Liga |    | Copa | Copa | Copa | Copa |    | Internacional | Internacional | Internacional | Internacional | Internacional |   | Otros | Otros | Otros | Otros |     | Totales     | Totales | Totales | Totales | Totales | Totales | Totales | Totales | Totales |
| Equipo                       | Div.                | Temporada           | PD   | G    | E    | P    | Pos. | PD | G    | E    | P    | PD   | G  | E             | P             | Pos.          | PD            | G             | E | P     | PD    | G     | E     | P   | Rendimiento | GF      | GC      | Dif.    | Ptos.   |         |         |         |         |
| ---------------------------- | ------------------- | ------------------- | ---- | ---- | ---- | ---- | ---- | -- | ---- | ---- | ---- | ---- | -- | ------------- | ------------- | ------------- | ------------- | ------------- | - | ----- | ----- | ----- | ----- | --- | ----------- | ------- | ------- | ------- | ------- | ------- | ------- | ------- | ------- |
| El Palo · España             | 4.ª                 | 2010-11             | 16   | 3    | 3    | 10   | 13.º | -  | -    | -    | -    | -    | -  | -             | -             | -             | -             | -             | - | -     | 16    | 3     | 3     | 10  | 25%         | 24      | 30      | -6      | 12      |         |         |         |         |
| El Palo · España             | 4.ª                 | 2011-12             | 40   | 19   | 8    | 13   | 9.º  | -  | -    | -    | -    | -    | -  | -             | -             | -             | -             | -             | - | -     | 40    | 19    | 8     | 13  | 54.17%      | 63      | 57      | +6      | 65      |         |         |         |         |
| El Palo · España             | 4.ª                 | 2012-13             | 16   | 6    | 8    | 2    | Inc. | -  | -    | -    | -    | -    | -  | -             | -             | -             | -             | -             | - | -     | 16    | 6     | 8     | 2   | 54.17%      | 20      | 14      | +6      | 26      |         |         |         |         |
| El Palo · España             | Total               | Total               | 72   | 28   | 19   | 25   | -    | -  | -    | -    | -    | -    | -  | -             | -             | -             | -             | -             | - | -     | 72    | 28    | 19    | 25  | 47.69%      | 107     | 101     | +6      | 107     |         |         |         |         |
| Nueva Chicago Argentina      | 3.ª                 | 2013-14             | 23   | 15   | 4    | 4    | 1.º  | 1  | 0    | 0    | 1    | -    | -  | -             | -             | -             | -             | -             | - | -     | 24    | 15    | 4     | 5   | 68.06%      | 30      | 14      | +16     | 49      |         |         |         |         |
| Nueva Chicago Argentina      | Total               | Total               | 23   | 15   | 4    | 4    | -    | 1  | 0    | 0    | 1    | -    | -  | -             | -             | -             | -             | -             | - | -     | 24    | 15    | 4     | 5   | 68.06%      | 30      | 14      | +16     | 49      |         |         |         |         |
| Palestino · Chile            | 1.ª                 | 2014-A              | 17   | 10   | 1    | 6    | 4.º  | 8  | 4    | 2    | 2    | -    | -  | -             | -             | -             | 4             | 4             | 0 | 0     | 29    | 18    | 3     | 8   | 65.52%      | 59      | 34      | +25     | 57      |         |         |         |         |
| Palestino · Chile            | 1.ª                 | 2015-C              | 17   | 5    | 4    | 8    | 16.º | -  | -    | -    | -    | 8    | 3  | 1             | 4             | FG            | -             | -             | - | -     | 25    | 8     | 5     | 12  | 38.67%      | 34      | 42      | -8      | 29      |         |         |         |         |
| Palestino · Chile            | 1.ª                 | 2015-A              | 15   | 8    | 4    | 3    | 4.º  | 6  | 2    | 0    | 4    | -    | -  | -             | -             | -             | 4             | 3             | 0 | 1     | 25    | 13    | 4     | 8   | 57.33%      | 37      | 36      | +1      | 43      |         |         |         |         |
| Palestino · Chile            | Total               | Total               | 49   | 23   | 9    | 17   | -    | 14 | 6    | 2    | 6    | 8    | 3  | 1             | 4             | -             | 8             | 7             | 0 | 1     | 79    | 39    | 12    | 28  | 54.43%      | 130     | 112     | +18     | 129     |         |         |         |         |
| San Lorenzo Argentina        | 1.ª                 | 2016                | 17   | 10   | 4    | 3    | 2.º  | -  | -    | -    | -    | 6    | 0  | 4             | 2             | FG            | 1             | 1             | 0 | 0     | 24    | 11    | 8     | 5   | 56.94%      | 32      | 28      | +4      | 41      |         |         |         |         |
| San Lorenzo Argentina        | Total               | Total               | 17   | 10   | 4    | 3    | -    | -  | -    | -    | -    | 6    | 0  | 4             | 2             | -             | 1             | 1             | 0 | 0     | 24    | 11    | 8     | 5   | 56.94%      | 32      | 28      | +4      | 41      |         |         |         |         |
| Colo-Colo · Chile            | 1.ª                 | 2016-A              | 15   | 6    | 5    | 4    | 5.º  | 7  | 6    | 0    | 1    | -    | -  | -             | -             | -             | -             | -             | - | -     | 22    | 12    | 5     | 5   | 62.13%      | 42      | 25      | +17     | 41      |         |         |         |         |
| Colo-Colo · Chile            | 1.ª                 | 2017-C              | 15   | 8    | 5    | 2    | 2.º  | -  | -    | -    | -    | 2    | 0  | 1             | 1             | 2.ªF          | 1             | 1             | 0 | 0     | 18    | 9     | 6     | 3   | 61.11%      | 35      | 17      | +18     | 33      |         |         |         |         |
| Colo-Colo · Chile            | 1.ª                 | 2017-T              | 15   | 10   | 3    | 2    | 1.º  | 4  | 1    | 0    | 3    | -    | -  | -             | -             | -             | -             | -             | - | -     | 19    | 11    | 3     | 5   | 63.15%      | 40      | 22      | +18     | 36      |         |         |         |         |
| Colo-Colo · Chile            | 1.ª                 | 2018                | 9    | 5    | 1    | 3    | Inc. | -  | -    | -    | -    | 3    | 0  | 1             | 2             | Inc.          | 1             | 1             | 0 | 0     | 13    | 6     | 2     | 5   | 51.28%      | 18      | 15      | +3      | 20      |         |         |         |         |
| Colo-Colo · Chile            | Total               | Total               | 54   | 29   | 14   | 11   | -    | 11 | 7    | 0    | 4    | 5    | 0  | 2             | 3             | -             | 2             | 2             | 0 | 0     | 72    | 38    | 16    | 18  | 60.19%      | 135     | 79      | +56     | 130     |         |         |         |         |
| Al-Ahli Arabia Saudita       | 1.ª                 | 2018-19             | 18   | 10   | 3    | 5    | Inc. | 3  | 2    | 1    | 0    | 4    | 3  | 1             | 0             | Inc.          | -             | -             | - | -     | 25    | 15    | 5     | 5   | 66.67%      | 50      | 26      | +24     | 50      |         |         |         |         |
| Al-Ahli Arabia Saudita       | Total               | Total               | 18   | 10   | 3    | 5    | -    | 3  | 2    | 1    | 0    | 4    | 3  | 1             | 0             | -             | -             | -             | - | -     | 25    | 15    | 5     | 5   | 66.67%      | 50      | 26      | +24     | 50      |         |         |         |         |
| Monarcas Morelia · México    | 1.ª                 | 2019-A              | 17   | 9    | 4    | 4    | 1/2  | 6  | 3    | 1    | 2    | -    | -  | -             | -             | -             | -             | -             | - | -     | 23    | 12    | 5     | 6   | 59.42%      | 42      | 31      | +11     | 41      |         |         |         |         |
| Monarcas Morelia · México    | 1.ª                 | 2020-C              | 10   | 4    | 2    | 4    | Null | -  | -    | -    | -    | -    | -  | -             | -             | -             | -             | -             | - | -     | 10    | 4     | 2     | 4   | 46.67%      | 17      | 16      | +1      | 14      |         |         |         |         |
| Monarcas Morelia · México    | Total               | Total               | 27   | 13   | 6    | 8    | -    | 6  | 3    | 1    | 2    | -    | -  | -             | -             | -             | -             | -             | - | -     | 33    | 16    | 7     | 10  | 55.55%      | 59      | 47      | +12     | 55      |         |         |         |         |
| Tijuana · México             | 1.ª                 | 2020-A              | 16   | 4    | 2    | 10   | 15.º | 2  | 0    | 1    | 1    | -    | -  | -             | -             | -             | -             | -             | - | -     | 18    | 4     | 3     | 11  | 27.78%      | 11      | 27      | -16     | 15      |         |         |         |         |
| Tijuana · México             | 1.ª                 | 2021-C              | 14   | 4    | 4    | 6    | Inc. | -  | -    | -    | -    | -    | -  | -             | -             | -             | -             | -             | - | -     | 14    | 4     | 4     | 6   | 38.09%      | 17      | 18      | -1      | 16      |         |         |         |         |
| Tijuana · México             | Total               | Total               | 30   | 8    | 6    | 16   | -    | 2  | 0    | 1    | 1    | -    | -  | -             | -             | -             | -             | -             | - | -     | 32    | 8     | 7     | 17  | 32.29%      | 28      | 45      | -17     | 31      |         |         |         |         |
| Necaxa · México              | 1.ª                 | 2021-A              | 7    | 3    | 2    | 2    | 14.º | -  | -    | -    | -    | -    | -  | -             | -             | -             | -             | -             | - | -     | 7     | 3     | 2     | 2   | 52.38%      | 3       | 5       | -2      | 11      |         |         |         |         |
| Necaxa · México              | 1.ª                 | 2022-C              | 4    | 1    | 0    | 3    | Inc. | -  | -    | -    | -    | -    | -  | -             | -             | -             | -             | -             | - | -     | 4     | 1     | 0     | 3   | 25%         | 6       | 10      | -4      | 3       |         |         |         |         |
| Necaxa · México              | Total               | Total               | 11   | 4    | 2    | 5    | -    | -  | -    | -    | -    | -    | -  | -             | -             | -             | -             | -             | - | -     | 11    | 4     | 2     | 5   | 42.42%      | 9       | 15      | -6      | 14      |         |         |         |         |
| Málaga · España              | 2.ª                 | 2021-22             | 8    | 2    | 2    | 4    | 18.º | -  | -    | -    | -    | -    | -  | -             | -             | -             | -             | -             | - | -     | 8     | 2     | 2     | 4   | 33.33%      | 9       | 9       | +0      | 8       |         |         |         |         |
| Málaga · España              | 2.ª                 | 2022-23             | 6    | 1    | 0    | 5    | Inc. | -  | -    | -    | -    | -    | -  | -             | -             | -             | -             | -             | - | -     | 6     | 1     | 0     | 5   | 16.67%      | 5       | 12      | -7      | 3       |         |         |         |         |
| Málaga · España              | Total               | Total               | 14   | 3    | 2    | 9    | -    | -  | -    | -    | -    | -    | -  | -             | -             | -             | -             | -             | - | -     | 14    | 3     | 2     | 9   | 26.19%      | 14      | 21      | -7      | 11      |         |         |         |         |
| Argentinos Juniors Argentina | 1.ª                 | 2023                | -    | -    | -    | -    | -    | 11 | 2    | 4    | 5    | -    | -  | -             | -             | -             | -             | -             | - | -     | 11    | 2     | 4     | 5   | 30.3%       | 12      | 16      | -4      | 10      |         |         |         |         |
| Argentinos Juniors Argentina | 1.ª                 | 2024                | 11   | 4    | 1    | 6    | Inc. | 19 | 9    | 8    | 2    | 6    | 3  | 0             | 3             | FG            | -             | -             | - | -     | 36    | 16    | 9     | 11  | 52.77%      | 45      | 44      | +1      | 57      |         |         |         |         |
| Argentinos Juniors Argentina | Total               | Total               | 11   | 4    | 1    | 6    | -    | 30 | 11   | 12   | 7    | 6    | 3  | 0             | 3             | -             | -             | -             | - | -     | 47    | 18    | 13    | 16  | 47.52%      | 57      | 60      | -3      | 67      |         |         |         |         |
| Puebla · México              | 1.ª                 | 2025-C              | 17   | 2    | 3    | 12   | 17.º | -  | -    | -    | -    | -    | -  | -             | -             | -             | -             | -             | - | -     | 17    | 2     | 3     | 12  | 17.64%      | 12      | 25      | -13     | 9       |         |         |         |         |
| Puebla · México              | 1.ª                 | 2025-A              | 5    | 1    | 0    | 4    | Inc. | -  | -    | -    | -    | 3    | 2  | 0             | 1             | Inc.          | -             | -             | - | -     | 8     | 3     | 0     | 5   | 37.5%       | 10      | 18      | -8      | 9       |         |         |         |         |
| Puebla · México              | Total               | Total               | 22   | 3    | 3    | 16   | -    | -  | -    | -    | -    | 3    | 2  | 0             | 1             | -             | -             | -             | - | -     | 25    | 5     | 3     | 17  | 24%         | 22      | 43      | -21     | 18      |         |         |         |         |
| Total en su carrera          | Total en su carrera | Total en su carrera | 349  | 150  | 73   | 126  | -    | 66 | 29   | 17   | 20   | 32   | 11 | 8             | 13            | -             | 11            | 10            | 0 | 1     | 458   | 200   | 98    | 160 | 50.8%       | 673     | 591     | +82     | 702     |         |         |         |         |
| 1. 2. 3. 4.                  |                     |                     |      |      |      |      |      |    |      |      |      |      |    |               |               |               |               |               |   |       |       |       |       |     |             |         |         |         |         |         |         |         |         |

#### Resumen estadístico
| Competición                   | Partidos | Ganados | Empatados | Perdidos | %      | Resultado        |
| ----------------------------- | -------- | ------- | --------- | -------- | ------ | ---------------- |
| Tercera División de España    | 72       | 28      | 19        | 25       | 47.69% | 9.º lugar        |
| Primera B Metropolitana       | 23       | 15      | 4         | 4        | 71.02% | Campeón          |
| Primera División de Argentina | 28       | 14      | 5         | 9        | 55.95% | Subcampeón       |
| Copa Argentina                | 4        | 2       | 1         | 1        | 58.33% | Octavos de final |
| Copa de la Liga Profesional   | 27       | 9       | 11        | 7        | 46.91% | Semifinales      |
| Supercopa de Argentina        | 1        | 1       | 0         | 0        | 100%   | Campeón          |
| Primera División de Chile     | 111      | 59      | 23        | 29       | 60.06% | Campeón          |
| Copa Chile                    | 25       | 13      | 2         | 10       | 54.67% | Campeón          |
| Supercopa de Chile            | 2        | 2       | 0         | 0        | 100%   | Campeón          |
| Liga Profesional Saudí        | 18       | 10      | 3         | 5        | 61.12% | 4.º lugar        |
| Copa del Rey de Campeones     | 3        | 2       | 1         | 0        | 77.78% | Octavos de final |
| Liga MX                       | 90       | 28      | 17        | 45       | 37.41% | Semifinales      |
| Copa MX                       | 8        | 3       | 2         | 3        | 45.83% | Subcampeón       |
| Segunda División de España    | 14       | 3       | 2         | 9        | 26.19% | 18.º lugar       |
| Copa Libertadores             | 19       | 3       | 7         | 9        | 28.07% | Fase de grupos   |
| Copa Sudamericana             | 6        | 3       | 0         | 3        | 50%    | Fase de grupos   |
| Campeonato de Clubes Árabes   | 4        | 3       | 1         | 0        | 83.33% | Segunda ronda    |
| Leagues Cup                   | 3        | 2       | 0         | 1        | 66.67% | Fase de grupos   |
| TOTAL                         | 458      | 200     | 98        | 160      | 50.8%  | 6 Títulos        |

## Controversias

### Felipe Nuñez
Felipe Núñez fue uno de los grandes referentes que tuvo Palestino en los últimos años. Sin embargo, quien fuera portero y capitán de los árabes decidió dejar el club de sus amores por diferencias irreconciliables con Guede. Los problemas surgieron a raíz de la falta de compromiso del portero en los entrenamientos y la mala relación con el grupo. Desde su salida, el equipo árabe clasificó a la Copa Libertadores después de 36 años, y es un equipo frecuente en las copas internacionales. En un programa de televisión argumentó que: "No estaba dispuesto a trabajar con gente que roza la esquizofrenia con la paranoia", dijo en abril de 2016.

### Diferencias con dirigentes y referentes de San Lorenzo
Guede tuvo un buen paso por San Lorenzo de Almagro en lo deportivo, pero las primeras polémicas empezaron cuando decidió sacar del plantel a Juan Ignacio Mercier, por no aguantar la intensidad de los entrenamientos, lo cual la dirigencia no lo aceptó y el DT fue duramente criticado. Posteriormente en julio de 2016, el exvolante e ídolo del club Leandro Romagnoli dijo: "No me gusta la falta de tacto del entrenador con el jugador. Con él no había onda´´. Posteriormente también recibió críticas del presidente del club en ese entonces, Matías Lammens, aunque a día de hoy mantienen una gran relación. Pablo fue contactado en varias ocasiones para regresar a El Ciclón, ya que se lo recuerda cómo uno de los últimos grandes equipos, además de ser el último entrenador campeón en el club.

### Polémicas en Colo Colo
- Espías en Palestino: En abril de 2017, Colo Colo debía enfrentar a Palestino por el Clausura 2017. Y previó al duelo estalló una polémica. El DT de los árabes y exayudante de Guede, German Cavalieri, acusó a Guede de haber mandado espías a las prácticas.[77]

- Mark González: En julio de 2017, Mark González, tras su polémica salida de Colo Colo, se sabría que fue "cortado" por el entrenador por filtrarle información a la prensa y a los equipos rivales, en dicha entrevista González aseguró que el estratega era "bipolar", "orgulloso" y "rencoroso", también resaltó que le impresionó su capacidad cómo entrenador y visión del fútbol, además que Aníbal Mosa (presidente del club en ese entonces) de "estar pintado" en el club.[104][105] En 2022, en una entrevista a ESPN González comentó que Guede le echaba la culpa de los problemas del equipo, y que la relación llegó al punto de que no se saludaban durante los entrenamientos.[106]

- Peleas con árbitros: Guede no suele tener altercados con los árbitros, aunque en esta ocasión tras el duelo con Deportes Temuco por la fecha 11 del Transición 2017 en un partido caliente los "albos" cayeron 1-0 en el sur del país y además terminaron con 3 expulsados, tras esto Guede fue a camarines a enfrentar a Cesar Deischler y Patricio Polic, primer y cuarto árbitro del encuentro, por las faltas de respeto constantes de Polic hacia el DT argentino, llegándole a decir ``argentino de mier...´´ e invitando al DT a entrar al vestuario de los árbitros a pelear.[107] Tras esto Pablo, fue suspendido por 1 fecha.[61][63]

- Diferencias con referentes: Pese a tener muy buenas relaciones con los referentes del club en ese entonces (Esteban Paredes, Jaime Valdés, Jorge Valdivia, Agustín Orion, Matías Zaldivia, Esteban Pavez entre otros), muchos de estos últimos grandes jugadores afirmando su buena relación con el DT y que les marcó mucho en su forma de ver el fútbol.[108][109] Pero el argentino también tuvo roces importantes. Entre ellos Justo Villar, Gonzalo Fierro y específicamente Julio Barroso.[110][108] En 2022, Fierro señaló que Guede era un buen DT, pero que era prepotente y agrandado.[111]

### Polémicas en Necaxa
Luego de dejar el banco del Necaxa, el periodista del diario Récord Ignacio Suárez reveló en sus redes sociales que existía un alivio en el equipo luego de su desvinculación, debido al trato déspota que había recibido Guede y provocando en el DT discusiones, incluyendo utileros y jardineros, por el estado de las canchas. Además, se le acusó de tráfico de influencias, al hacer concentrar en el club a su suegro y hacer dirigir prácticas del primer equipo a su hijo, el cual trabajaba con el desde el 2016, siendo un fijo en el cuerpo técnico desde entonces. Aunque hubo jugadores y gente del club que salió en defensa del estratega argentino.
A esos dichos se sumó Emanuel Villa, quien aseguró haber recibido historias similares de Guede luego de su paso por Club Tijuana.

## Palmarés

### Como jugador

#### Campeonatos nacionales
| Título                     | Club   | País   | Año  |
| -------------------------- | ------ | ------ | ---- |
| Segunda División de España | Málaga | España | 1999 |

### Como entrenador

#### Campeonatos nacionales
| Título                  | Club          | País      | Año    |
| ----------------------- | ------------- | --------- | ------ |
| Primera B Metropolitana | Nueva Chicago | Argentina | 2014   |
| Supercopa Argentina     | San Lorenzo   | Argentina | 2015   |
| Copa Chile              | Colo-Colo     | Chile     | 2016   |
| Supercopa de Chile      | Colo-Colo     | Chile     | 2017   |
| Primera División        | Colo-Colo     | Chile     | 2017-T |
| Supercopa de Chile      | Colo-Colo     | Chile     | 2018   |